# ヌーノ・フィリペ・リベイロ・テイシェイラ
ヌニーニョ（Nuninho）こと、ヌーノ・フィリペ・リベイロ・テイシェイラ（Nuno Filipe Ribeiro Teixeira 、1998年2月28日 - ）は、ポルトガル・ペヴィデム出身のプロサッカー選手。ポジションは、フォワード。

## クラブ歴
2018年10月7日、リーガプロのヴァルジン戦でプロデビューを果たした。